# 弗羅茨瓦夫普佩特劇場

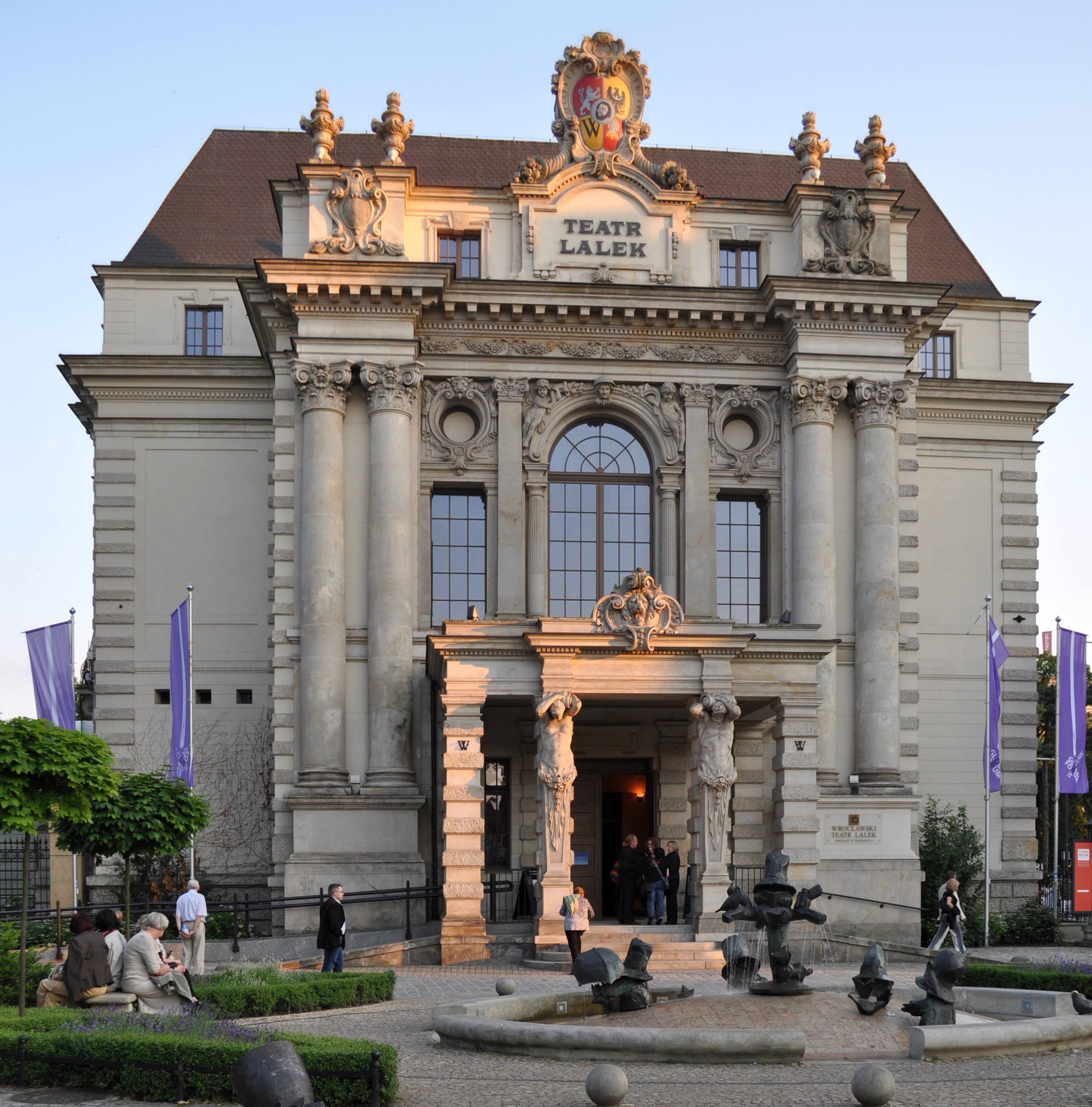
羅茨瓦夫普佩特劇場

弗羅茨瓦夫普佩特劇場（Wrocław Puppet Theater）是波蘭城市弗羅茨瓦夫的一座劇場建築，位于剧院广场，靠近舊城花園和公共浴場。這座劇場是新巴洛克式風格建築，修建於1892年至1894年期間，並在1905年至1909年進行了擴建。

## 外部連結
- teatrlalek.wroclaw.pl （页面存档备份，存于）